# Мукоцилиарный клиренс
Мукоцилиарный клиренс (мукоцилиарная система, МЦК) — неспецифический механизм, осуществляющий местную защиту слизистой оболочки органов дыхания от внешних воздействий, включая инфекции. Аппарат мукоцилиарного клиренса состоит из реснитчатых клеток, образующих реснитчатый аппарат бронхов, трахеи, полости носа, непосредственно ресничек со слизистым покрытием, которое вырабатывается секреторными железами бокаловидных клеток, клеток Клара и желез подслизистого слоя. Состояние всех составляющих и эффективность их взаимодействия определяет мукоцилиарный клиренс — важный механизм защиты органов дыхания. Мукоцилиарная система является важной составляющей системы местной защиты органов дыхания, которая очищает верхние и нижние дыхательные пути от патогенных агентов различной экзогенной природы — физической, химической и биологической.
В результате транспорта патогенных агентов мукоцилиарной системой (мукоцилиарный транспорт) также происходит удаление различных биологически активных агентов — бактерий, вирусов, токсинов. Мукоцилиарный клиренс обеспечивается нормальным содержанием слизи и эффективным колебанием ворсинок реснитчатого эпителия (нормальная мукоцилиарная активность). Неблагоприятная экологическая обстановка, курение, неудовлетворительный климат оказывают отрицательное влияние на состояние мукоцилиарного клиренса, что приводит к нарушению дренажной функции бронхов и играет значительную роль в развитии бронхолегочных заболеваний.

## Диагностика
Сахариновый тест — это наиболее часто используемый и достаточно информативный метод контроля мукоцилиарного транспорта; используется для оценки функционального состояния органов до и после лечения.